# Liste der Kulturgüter in Gossau ZH
Die Liste der Kulturgüter in Gossau ZH enthält alle Objekte in der Gemeinde Gossau im Kanton Zürich, die gemäss der Haager Konvention zum Schutz von Kulturgut bei bewaffneten Konflikten, dem Bundesgesetz vom 20. Juni 2014 über den Schutz der Kulturgüter bei bewaffneten Konflikten sowie der Verordnung vom 29. Oktober 2014 über den Schutz der Kulturgüter bei bewaffneten Konflikten unter Schutz stehen.
Objekte der Kategorie A sind vollständig in der Liste enthalten, Objekte der Kategorie B sind im Gemeindegebiet nicht ausgewiesen, Objekte der Kategorie C fehlen zurzeit (Stand: 1. Januar 2022). Unter übrige Baudenkmäler sind weitere geschützte Objekte zu finden, die im Verzeichnis der Objekte von überkommunaler Bedeutung der kantonalen Denkmalpflege zu finden und nicht bereits in der Liste der Kulturgüter enthalten sind.

## Kulturgüter
| Foto |                                                                     | Objekt                           | Kat. | Typ | Standort                                      | Beschreibung |
| ---- | ------------------------------------------------------------------- | -------------------------------- | ---- | --- | --------------------------------------------- | ------------ |
| ja   | Datei hochladen · Wikidata zu Reformierte Kirche Gossau (Q16101814) | Reformierte Kirche KGS-Nr.: 7471 | A    | G   | Bergstrasse 42a 700117 / 239746               |              |
| ja   | Datei hochladen · Wikidata zu Dürstelerhaus (Q29574034)             | Dürstelerhaus KGS-Nr.: 7472      | A    | G   | Ottikon, Grüningerstrasse 150 701288 / 239002 |              |

## Übrige Baudenkmäler
| ID             | Foto |                 | Objekt                                        | Kat.    | Typ | Standort                                      | Beschreibung |
| -------------- | ---- | --------------- | --------------------------------------------- | ------- | --- | --------------------------------------------- | ------------ |
| 11500213       | ja   | Datei hochladen | Bauern- und Heimarbeiterhaus, Hausteil 4      | C       | G   | Ottikon, Hinwilerstrasse 35 701909 / 239195   |              |
| 11500228       | ja   | Datei hochladen | Primarschulhaus Strick                        | B reg.  | G   | Ottikon, Grüningerstrasse 117 701611 / 239311 |              |
| 11500232       | ja   | Datei hochladen | Bauernwohnhaus, Hausteil 2                    | C       | G   | Ottikon, Hinwilerstrasse 26 701764 / 239258   |              |
| 11500315       | ja   | Datei hochladen | Wohnhaus                                      | B reg.  | G   | Ottikon, Grüningerstrasse 147 701330 / 239035 |              |
| 11500333       | ja   | Datei hochladen | Trafostation B 26-Turm                        | B kant. | G   | Ottikon, Wibergstrasse 701208 / 239000        |              |
| 11500523       |      | Datei hochladen | Hof Allenwinden, Speicher                     | B reg.  | G   | Grüt, Hasenacherstrasse 4 bei 701608 / 240049 |              |
| 11500524       |      | Datei hochladen | Hof Allenwinden, Bauernhaus, Hausteil 1       | B reg.  | G   | Grüt, Hasenacherstrasse 4/6 701605 / 240032   |              |
| 11500526       |      | Datei hochladen | Hof Allenwinden, Bauernhaus, Hausteil 2       | B reg.  | G   | Grüt, Hasenacherstrasse 8 701615 / 240022     |              |
| 11500589       |      | Datei hochladen | Ehemalige Spinnerei                           | C       | G   | Bertschikon, Stampfiweg 1 699716 / 241959     |              |
| 11500739       | ja   | Datei hochladen | Reformiertes Pfarrhaus                        | B reg.  | G   | Bergstrasse 42 700145 / 239715                |              |
| 115KELLER00739 |      | Datei hochladen | Pfrundweinkeller im Pfarrhaus                 | B reg.  | G   | Bergstrasse 42 700145 / 239715                |              |
| 11500741       |      | Datei hochladen | Ehemalige Helferei                            | C       | G   | Bergstrasse 38 700080 / 239756                |              |
| 11500767       |      | Datei hochladen | Hof Tägernau, ehemaliges Bauernhaus           | B reg.  | G   | Chindismühlistrasse 71 699668 / 239005        |              |
| 11500768       |      | Datei hochladen | Hof Tägernau, ehemaliger Speicher             | B reg.  | G   | Tägernaustrasse 91 699664 / 238972            |              |
| 11500769       |      | Datei hochladen | Hof Tägernau, ehemaliger Speicher             | B reg.  | G   | bei Tägernaustrasse 91 699643 / 239006        |              |
| 11500770       |      | Datei hochladen | Hof Tägernau, Scheune                         | B reg.  | G   | Tägernaustrasse 91 bei 699617 / 239008        |              |
| 11500924       | ja   | Datei hochladen | Fähnderihaus                                  | B reg.  | G   | Grütstrasse 47–49 699722 / 240430             |              |
| 11501046       | ja   | Datei hochladen | Trafostation/Pumpenhaus                       | B reg.  | G   | Ottikon, Bruggwis 701931 / 239377             |              |
| 11501282       | ja   | Datei hochladen | Katholische Marienkirche                      | B reg.  | G   | Chapfstrasse 25a 700060 / 240002              |              |
| 11501283       | ja   | Datei hochladen | Glockenturm der katholischen Kirche           | B reg.  | G   | Chapfstrasse 25b 700057 / 239985              |              |
| 11501779       | ja   | Datei hochladen | Schulhaus Berg mit Turnhalle und Spezialtrakt | B reg.  | G   | Bergstrasse 49 700506 / 239775                |              |

Legende: Im Wesentlichen siehe Legende der Liste der Kulturgüter von nationaler und regionaler Bedeutung, mit folgenden Ausnahmen:
- Anstelle der KGS-Nummer wird als Objekt-Identifikator (ID) die Inventarnummer im Verzeichnis der Objekte von überkommunaler Bedeutung des kantonalen Denkmalschutzamtes verwendet.
- Bei den Kategorien wird wie folgt unterschieden: B kant. = Objekt von kantonaler Bedeutung (Kanton Zürich); B reg. = Objekt von regionaler Bedeutung (Kanton Zürich).